# Bandana I
Bandana I è un album collaborativo dei rapper russi Big Baby Tape e Kizaru, pubblicato il 22 ottobre 2021 dalla Sony Entertainment.

## Descrizione
Registrato a Barcellona, in Spagna, il disco congiunto è stato annunciato dai due artisti il 17 luglio 2021 attraverso un video caricato su YouTube.

## Tracce
Testi e musiche di Egor Rakitin e Oleg Nečiporenko.
1. 99 Problems – 2:39
2. So Icy Nihao – 2:33
3. Big Tymers – 3:11
4. Dirrt – 2:41
5. Ladidadida – 2:00
6. Million – 2:14
7. 5 Nights Crazy – 2:19
8. Errbody Sleeping – 2:43
9. Mama Makusa – 2:52
10. Bandana – 2:31
11. Slip & Slide – 1:54
12. Andrew Story – 3:12
13. Bon voyage – 2:14
14. Ride or Die – 3:03

## Successo commerciale
Bandana I ha generato un milione di ascolti su VK Muzyka nei primi quindici minuti d'uscita e tre milioni nella prima ora completa, nonché 18 milioni nel suo primo giorno di disponibilità. È stato il primo LP russo a occupare la vetta della graduatoria dischi di Apple Music di quindici nazioni e ha generato 5,7 milioni di stream in un giorno su Spotify; la traccia Bandana è stata quella più fortunata, battendo il primato della canzone col maggior numero di riproduzioni in 24 ore nella Federazione Russa (oltre 440 000), record precedentemente stabilito da Lipsi Ha di Instasamka (300 000) sul servizio musicale svedese.

## Classifiche
| Classifica (2021-23) | Posizione massima |
| -------------------- | ----------------- |
| Lettonia             | 14                |
| Lituania             | 1                 |